# Picherande
 Picherande  là một xã ở tỉnh Puy-de-Dôme trong vùng Auvergne-Rhône-Alpes miền trung nước Pháp. Xã này nằm ở khu vực có độ cao trung bình 1128 mét trên mực nước biển.
Sông Rhue tạo thành ranh giới phía đông xã này.